# Dailymotion
Dailymotion és un lloc web que dona un servei d'allotjament de vídeos a Internet. Té la seu a París, Illa de França (França). El seu nom de domini va ser registrat un mes després que YouTube, tot i que el lloc web va ser obert un mes abans. D'acord amb Comscore, Dailymotion és el segon lloc web pel que fa a tràfic d'Internet després de YouTube. A data d'octubre de 2010, el web rebia més de 72 milions de visitants únics mensuals i era un dels 50 llocs web més visitats de la xarxa.
El 20 d'octubre de 2010 Dailymotion va anunciar que la interfície del seu web ja es trobava disponible en català. Amb el rentat d'imatge del 2015 el català ja no era disponible. Les oficines de l'empresa es troben a Barcelona; el seu responsable a Espanya, Ferran Capo, va declarar que "Si bé les seus de Dailymotion són a París i als EUA, l'oficina de l'estat espanyol és a Barcelona, i trobo que la cosa més normal és que hi hagi una versió del portal en català".